# Aleksandr Mirosjnitjenko
Aleksandr Mirosjnitjenko, född den 26 april 1964 i Qostanaj, dåvarande Sovjetunionen, död 19 maj 2003, var en sovjetisk boxare som tog OS-brons i supertungviktsboxning 1988 i Seoul. 2003 omkom Mirosjnitejenko då han föll ner för nio trappor. 